# Thomas Lowndes Snead
Thomas Lowndes Snead (* 10. Januar 1828 im Henrico County, Virginia; † 17. Oktober 1890 in New York City) war ein US-amerikanischer Jurist und Zeitungsmann sowie konföderierter Politiker und Offizier in der Konföderiertenarmee.

## Werdegang
Über die Jugendjahre von Thomas Lowndes Snead ist nichts bekannt. Er graduierte 1846 am Richmond College und 1848 an der University of Virginia, bevor er Jura studierte. 1850 zog er nach Missouri und ließ sich dort in St. Louis nieder. Er wurde Zeitungsjournalist. Von 1860 bis Februar 1861 war er Eigentümer und Herausgeber des St. Louis Bulletin. Von Februar bis Anfang Mai 1861 fungierte Snead als ziviler Berater und Sekretär vom Gouverneur von Missouri Claiborne Fox Jackson (1806–1862).
Nach dem Inkrafttreten des Militärgesetzes im Mai 1861 in Missouri wurde Snead zum Aide-de-camp vom Gouverneur Jackson ernannt und ihm ein Offizierspatent in der Missouri State Guard verliehen. Er nahm an den Gefechten von Boonville und Carthage sowie den Schlachten von Wilson’s Creek und Lexington teil. Nachdem die Missouri State Guard mit der Konföderiertenarmee vereinigt wurde, diente Snead als Stabschef für Generalmajor Sterling Price (1809–1867) in der Army of the West. Er bekleidete den Dienstgrad eines Colonels. Im Mai 1864 wurde er in den zweiten Konföderiertenkongress gewählt, wo er bis zum Ende der Konföderation 1865 diente.
Nach dem Ende des Bürgerkrieges zog Snead nach New York City, wo er von 1865 bis 1867 als Redakteur für die Daily News tätig war. 1866 erhielt er seine Zulassung als Anwalt in New York. Snead verstarb 1890 an einem Herzinfarkt in seinem Haus in New York City. Sein Leichnam wurde nach St. Louis überführt, wo er auf dem Bellefontaine Cemetery beigesetzt wurde. Er wurde von seiner Ehefrau, einem Sohn und einer Tochter überlebt.

## Werke
- 1866: The Fight for Missouri[3]